# Židovský hřbitov ve Slavkově u Brna
Židovský hřbitov ve Slavkově u Brna byl založen v roce 1744. Nachází se asi 1,5 km severně od Komenského náměstí, v zákrutech silnice navazující na Tyršovu ulici, jež vede na Rousínov. Hřbitov je chráněn jako kulturní památka České republiky.
V areálu nového židovského hřbitova o ploše 4045 m2 se dochovalo asi 350 náhrobních kamenů (macev) (na stránkách pražské židovské obce se uvádí 471), přičemž nejstarší z nich, pocházející z let 1735–1736, sem byly přeneseny ze staršího, již zaniklého hřbitova, který se nacházel u říčky Litavy. Je zde pohřbena řada učených slavkovských rabínů.

Uprostřed hřbitova, jehož areál je ohrazen kamenocihelnou zdí, byl v roce 1994 odhalen památník zdejším obětem holokaustu. U vchodu na hřbitov se nacházejí zbytky kamenné márnice.
Slavkovská židovská komunita přestala existovat v roce 1940.